# جاکوپو استرادا
 جاکوپو استرادا (انگلیسی: Jacopo Strada؛ ۱۵۰۷ – ۱۵۸۸) یک معمار، نقاش، و باستان‌شناس اهل ایتالیا بود.